# 福澤健次
福澤健次（ふくざわけんじ、1941年 -　）鎌倉世界遺産登録推進協議会理事・鎌倉の世界遺産登録をめざす市民の会 事務局長を務める建築家。まちづくり専門家。ユニテ設計・計画を主宰。 代表作に『吉祥寺 猫の家』 など。

## 経歴
東京都生まれ。1963年 東京大学工学部建築学科卒業。 1965 年 東京大学大学院数物系研究科修士課程修了。丹下研究室在籍。 1965 年 槇総合計画事務所入所。1972 年 ユニテ設計・計画設立。1985つくば万博にも関与。2001年ユニテ鎌倉を開始。2006年に鎌倉世界遺産登録推進協議会理事。
共著に『日本の都市空間』(都市デザイン研究体 編 : 彰国社）単著に『地域再生　まちづくりの知恵―古都・鎌倉からの発信』（平凡社2007年）など。

## 参考
1. ↑  学士會会報No.867（平成19年11月発行）
2. ↑  地域開発9811-410 - 日本地域開発センター刊
3. ↑  住宅建築 	2006年9月号/ 建築思潮研究所 編

1. 東京建築士会会員名簿（東京建築士会 編--東京建築士会-2020） 東京建築士会会員名簿（東京建築士会 編　東京建築士会-2016） 設計事務所名簿 東京都版2018 建築ジャーナル